# Montgolfiade Münster

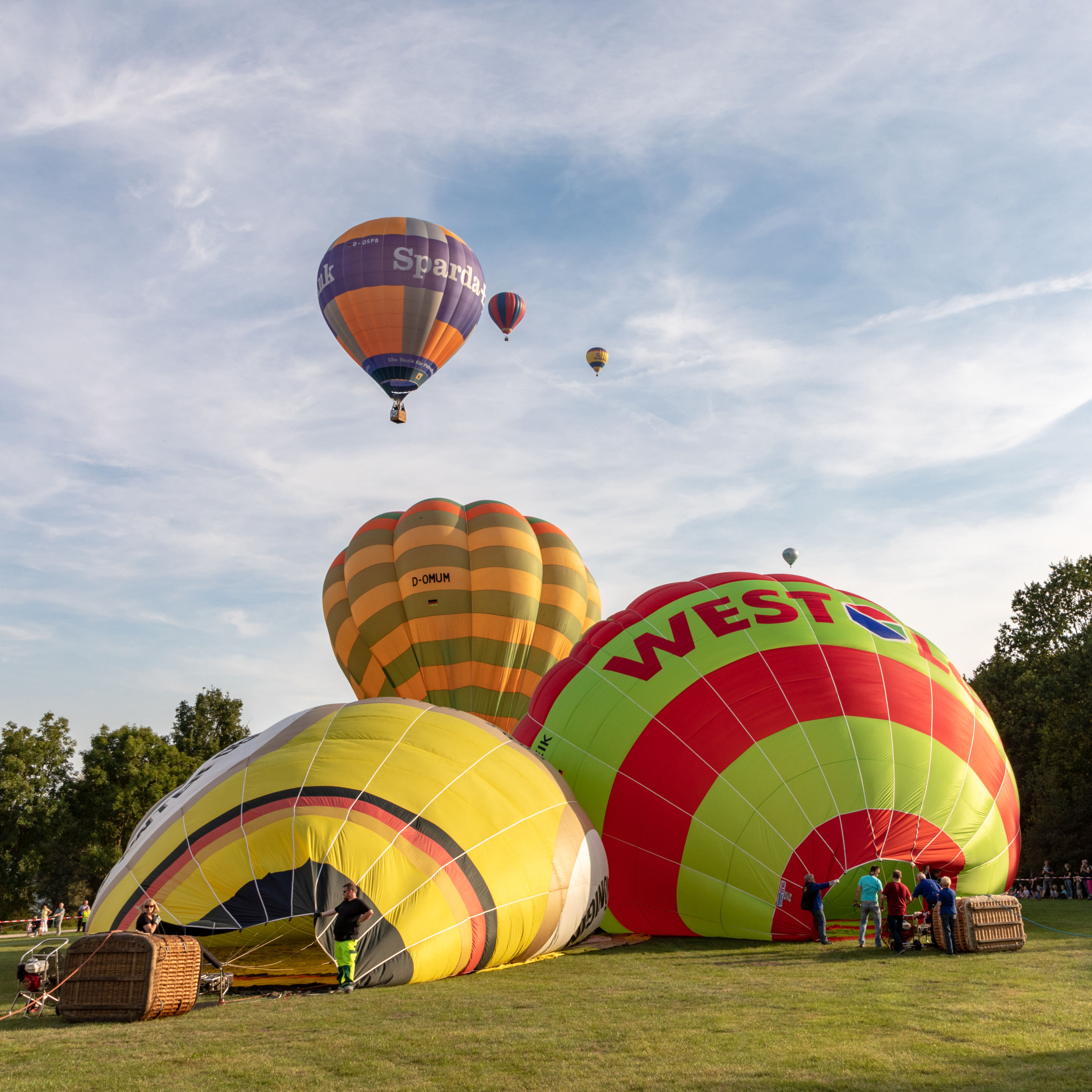
Ballonstart, Montgolfiade Münster 2019

Die Montgolfiade Münster ist die älteste Heißluftballon-Veranstaltung in Deutschland. Sie geht auf das Jahr 1969 zurück. Dazu wurde das heute für fast jede Ballonveranstaltung benutzte Kofferwort „Montgolfiade“ erfunden. Es setzt sich aus den Worten Montgolfière und Olympiade zusammen.
Schätzungen zufolge finden sich im näheren Umkreis von Münster zwischen 50 und 60 Ballonfahrer, bundesweit seien es etwa 1300 Heißluftballone und 30 Gasballone. Mit Ferdinand Eimermacher stammt einer der Ballonpioniere aus Münster, zudem sei das Münsterland mit einer Vielzahl von Landemöglichkeiten für Ballonfahrer überaus geeignet.

## Geschichte
Verbunden mit dem Start des ersten Heißluftballons in Telgte am 7. November 1969 wurde auch die Montgolfiade in Münster ins Leben gerufen. Zwei Jahre später wurde 1971 die erste Montgolfiade in Telgte durchgeführt. Die Veranstaltung wurde im weiteren Verlauf an wechselnden Orten durchgeführt, darunter in Hamm und Borghorst. Bis in die späten 1980er Jahre fand die Veranstaltung regelmäßig auf dem Gelände des Flughafens Münster-Osnabrück statt, bis das Verkehrsaufkommen auf diesem zu groß wurde.
Seit 2003 wurde die Montgolfiade vom „Freiballonsport-Verein Münster und Münsterland e. V.“ in Kooperation mit dem Sportamt der Stadt Münster jährlich im August in der Nähe des Mühlenhof-Freilichtmuseums auf den Wiesen am Aasee durchgeführt. Für das Gelände des angrenzenden Allwetterzoo Münster gelten zum Schutz der Tiere Überflugverbote und einzuhaltende Mindestflughöhen.

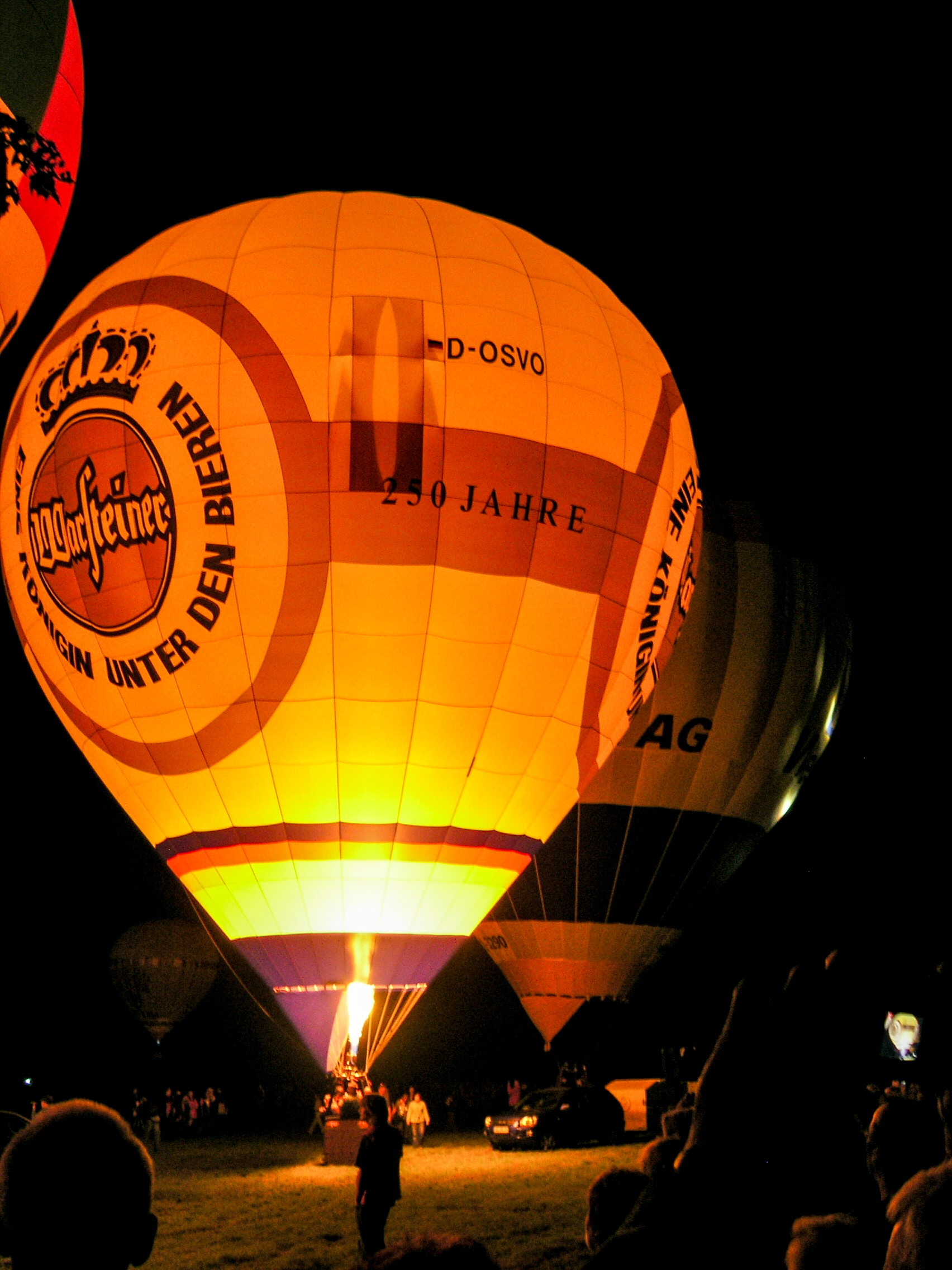
Ballonglühen 2007

Der Auftakt zur 43. Montgolfiade im Jahr 2013 fand in der Bürgerhalle des historischen Rathaus in Münster statt. Bei dieser Veranstaltung, bei der mehr als 50 Heißluftballone teilnahmen, wurden erstmals Aufnahmen aus den Ballonkörben sowie einem Hubsteiger für die Zuschauern auf eine 18 Quadratmeter große LED-Leinwand übertragen, die am Startplatz aufgestellt wurde. Weitere Bilder wurde von einer Drohne geliefert. Zudem wurden im Rahmen der Veranstaltung zugleich die 21. Deutsche Meisterschaft des Deutschen Freiballonsport-Verbandes unter 25 startenden Piloten ausgetragen. Hierbei waren zwölf Aufgaben zu absolvieren. Von den geplanten sieben Titelfahrten der Deutschen Meisterschaft konnten wetterbedingt lediglich mit „Zielkreuze treffen“, „im Dreieck fahren“ und „Lufthöhen exakt einhalten“ drei Fahrten durchgeführt werden. Oliver Ehm gewann die Montgolfiade 2013. Uwe Schneider wurde zum siebten Mal Sieger der Deutschen Meisterschaft.
Seit 2014 findet die Veranstaltung nur noch jedes zweite Jahr in Münster und in allen anderen Jahren in einer anderen Stadt oder Gemeinde des Münsterlandes statt. In jenem Jahr fand die 44. Montgolfiade vom 19. bis zum 21. September 2014 in Burgsteinfurt, im Jahre 2016 in Rheine auf dem Flugplatz Rheine-Eschendorf und im Jahre 2018 in Lüdinghausen auf dem Flugplatz Borkenberge statt.
Die 50. Jubiläums-Montgolfiade hätte ursprünglich im Jahre 2020 in Münster stattfinden sollen, musste jedoch aufgrund der COVID-19-Pandemie abgesagt werden. Im darauffolgenden Jahr konnte die Nachholung der Jubiläums-Veranstaltung ausgetragen werden, jedoch aufgrund von pandemiebedingten Auflagen nicht als Publikumsveranstaltung. Zudem gab es statt einem einheitlichen Veranstaltungsort wechselnde Startplätze in Münster und im Umland.
2023 soll die 52. Montgolfiade in Senden zeitgleich zum örtlichen Lichterfest stattfinden.

## Ablauf der Montgolfiade
Neben den Starts der Heißluftballons in den frühen Abendstunden und dem Ballonglühen in der Dunkelheit, gibt es ein umfangreiches Rahmenprogramm für die ganze Familie. Die Fuchsjagd als Verfolgungswettbewerb ist Bestandteil der Montgolfiade.

## Sieger
| Jahr      | Ort                                     | 1. Platz             | 2. Platz             | 3. Platz                            |
| --------- | --------------------------------------- | -------------------- | -------------------- | ----------------------------------- |
| 1971      |                                         | A. Dannerbo          | Arno Sieger          | Edgar Mayer                         |
| 1972      |                                         | Eugen Wothe          |                      | Arno Sieger                         |
| 1973      |                                         | Gerard Delforge      | Heinz Eickmeyer      |                                     |
| 1974      |                                         | Mike Adams           |                      |                                     |
| 1975      |                                         | Reiner Wesser        |                      |                                     |
| 1976      |                                         | W. Schweizer         |                      | Hermann Landwerth Ralph Eimermacher |
| 1977      |                                         | Tom Sage             |                      | Paul Riemer                         |
| 1978      |                                         | Tom Sage             |                      |                                     |
| 1979      |                                         | Christopher Davey    |                      |                                     |
| 1980      |                                         | Paul Haggeney        |                      |                                     |
| 1981      |                                         | Paul Haggeney        |                      |                                     |
| 1982      |                                         | Tom Sage             |                      | Hermann Landwerth                   |
| 1983      |                                         | Mathijs de Bruin     |                      |                                     |
| 1984      |                                         | Uwe Claußen          |                      |                                     |
| 1985–2003 |                                         | Sieger nicht bekannt | Sieger nicht bekannt | Sieger nicht bekannt                |
| 2004      | Münster (Aaseewiesen)                   | Wingolf Wieczorek    | Georg Sellmaier      | Robertas Komza                      |
| 2005–2006 | Münster (Aaseewiesen)                   | Sieger nicht bekannt | Sieger nicht bekannt | Sieger nicht bekannt                |
| 2007      | Münster (Aaseewiesen)                   | Andreas Zumrode      | Georg Sellmeier      | Jörg Schellhove                     |
| 2008      | Münster (Aaseewiesen)                   | Andreas Michels      | Andreas Zumrode      | Franz-Josef Schellhove              |
| 2009      | Münster (Aaseewiesen)                   | Andreas Michels      | Frank Eickmeyer      | Hans Bleikertz                      |
| 2010      | Münster (Aaseewiesen)                   | Wolfgang Schnaiter   | Andreas Michels      | Christian Herglotz                  |
| 2011      | Münster (Aaseewiesen)                   | Frank Eickmeyer      | Georg Sellmaier      | Hans Bleikertz                      |
| 2012      | Münster (Aaseewiesen)                   | Holger Lehmbrock     | Wolfgang Eickmeyer   | Jörg Schellhove                     |
| 2013      | Münster (Aaseewiesen)                   | Oliver Ehm           | Jörg Schellhove      | Wolfgang Eickmeyer                  |
| 2014      | Steinfurt-Burgsteinfurt                 | Moritz Wieczorek     | Jörg Schellhove      | Lucas Westkamp                      |
| 2015      | Münster (Aaseewiesen)                   | Moritz Wieczorek     | Jörg Schellhove      | Oliver Ehm                          |
| 2016      | Rheine (Flugplatz Rheine-Eschendorf)    | Andreas Zumrode      | Nürnberger / Damnig  | Moritz Wieczorek                    |
| 2017      | Münster (Aaseewiesen)                   |                      |                      |                                     |
| 2018      | Lüdinghausen (Flugplatz Borkenberge)    |                      |                      |                                     |
| 2019      | Münster (Aaseewiesen)                   |                      |                      |                                     |
| 2020      | aufgrund der COVID-19-Pandemie abgesagt |                      |                      |                                     |
| 2021      | Münster und Umland                      | Stephan Wittich      | Ronald Kraffert      | Moritz Wieczorek                    |
| 2022      | Münster (Aaseewiesen)                   |                      |                      |                                     |
| 2023      | Senden                                  |                      |                      |                                     |

## Montgolfieren-Clubs
Im Münsterland gibt es eine Vielzahl von Montgolfieren-Clubs, darunter der Freiballonsport Verein Münster und Münsterland e. V., der Montgolfieren-Club Gremmendorf, der Erste Deutsche Montgolfieren Club Telgte sowie der Luftsportverein Borken.